# Ekstraklasa de 2024–25
A Ekstraklasa de 2024–25 (também conhecida como PKO Bank Polski Ekstraklasa por motivos de patrocínio) é a 99ª edição da principal divisão do futebol polonês, a temporada começou em 19 de julho de 2024 e tem previsão de terminar em 24 de maio de 2025. O Jagiellonia Bialystok é o atual campeão.

## Regulamento

### Formato da temporada regular
Um total de 18 times participam dessa edição, sendo que 15 competiram na temporada passada e 3 foram promovidos da I liga. Cada time irá jogar 34 partidas, metade como mandante e metade como visitante.

### Critérios de desempate
Em caso de empate entre dois ou mais clubes, os critérios serão:
1. Pontos no confronto direto;
2. Saldo de gols no confronto direto;
3. Saldo de gols;
4. Gols marcados;
5. Número de vitórias;
6. Número de vitórias como visitante;
7. Menor número de pontos baseado em cartões amarelos e vermelhos (vermelho = 3 pontos, amarelo = 1 ponto);
8. Ranking de fairplay;
9. Sorteio

### Vagas em outras competições
A Ekstraklasa concede uma vaga para a Liga dos Campeões de 2025–26 e duas para a Liga Conferência Europa de 2025–26, divididas da seguinte forma:
| Posição | Qualificação para                                          |
| ------- | ---------------------------------------------------------- |
| 1       | 2ª rodada pré-eliminatória da Liga dos Campeões de 2025–26 |
| 2 – 3   | 2ª rodada de qualificação da Liga Conferência de 2025–26   |

## Participantes
| Clube                 | Cidade      | Estádio                                   | Capacidade | Títulos             |
| --------------------- | ----------- | ----------------------------------------- | ---------- | ------------------- |
| Cracovia              | Cracóvia    | Stadion Cracovii                          | 15.114     | 5 (último em 1948)  |
| GKS Katowice          | Katowice    | Estádio GKS Katowice                      | 9.511      | 0 (nenhum)          |
| Górnik Zabrze         | Zabrze      | Stadion im. Ernesta Pohla                 | 24.563     | 14 (último em 1988) |
| Jagiellonia Białystok | Białystok   | Stadion Miejski w Białymstoku             | 22.432     | 1 (atual campeão)   |
| Korona Kielce         | Kielce      | Suzuki Arena                              | 15.500     | 0 (nenhum)          |
| Lechia Gdańsk         | Gdansk      | PGE Arena Gdańsk                          | 43.165     | 0 (nenhum)          |
| Lech Poznań           | Posnânia    | Stadion Poznań                            | 43.269     | 8 (último em 2021)  |
| Legia Warszawa        | Varsóvia    | Stadion im. Marszałka Józefa Piłsudskiego | 31.800     | 15 (último em 2021) |
| Motor Lublin          | Lublin      | Arena Lublin                              | 15.247     | 0 (nenhum)          |
| Piast Gliwice         | Gliwice     | Stadion Miejski                           | 10.037     | 1 (último em 2019)  |
| Pogoń Szczecin        | Estetino    | Stadion im. Floriana Krygiera             | 4.200      | 0 (nenhum)          |
| Puszcza Niepołomice   | Niepołomice | Stadion Cracovii im. Józefa Piłsudskiego  | 15.016     | 0 (nenhum)          |
| Radomiak Radom        | Radom       | Stadion Lekkoatletyczno-Piłkarski         | 4,072      | 0 (nenhum)          |
| Raków Częstochowa     | Częstochowa | Stadion GKS                               | 5.264      | 1 (último em 2023)  |
| Stal Mielec           | Mielec      | Stadion Stali                             | 6.864      | 0 (nenhum)          |
| Śląsk Wrocław         | Breslávia   | Stadion Wrocław                           | 45.105     | 2 (último em 2012)  |
| Widzew Łódź           | Łódź        | Estádio Widzewa                           | 18.018     | 4 (último em 1997)  |
| Zagłębie Lubin        | Lubin       | Stadion Zagłębia                          | 16.068     | 2 (último em 2007)  |

### Por Província (Voivodia)
| Nº de times | Província (Voivodia) | Time(s)                                                       |
| ----------- | -------------------- | ------------------------------------------------------------- |
| 4           | Silésia              | Górnik Zabrze, Piast Gliwice, Raków Częstochowa, GKS Katowice |
| 2           | Baixa Silésia        | Śląsk Wrocław, Zagłębie Lubin                                 |
| 2           | Mazóvia (voivodia)   | Légia Varsóvia, Radomiak Radom                                |
| 2           | Pequena Polônia      | Cracovia, Puszcza Niepołomice                                 |
| 1           | Podláquia            | Jagiellonia Białystok                                         |
| 1           | Pomerânia Ocidental  | Pogoń Szczecin                                                |
| 1           | Grande Polônia       | Lech Poznań                                                   |
| 1           | Santa Cruz           | Korona Kielce                                                 |
| 1           | Łódź                 | Widzew Łódź                                                   |
| 1           | Lublin               | Motor Lublin                                                  |
| 1           | Subcarpácia          | Stal Mielec                                                   |
| 1           | Pomerânia            | Lechia Gdańsk                                                 |

## Classificação
| Pos | Equipe                | Pts | J  | V  | E | D | GP | GC | SG  | Classificação ou descenso                                    |
| --- | --------------------- | --- | -- | -- | - | - | -- | -- | --- | ------------------------------------------------------------ |
| 1   | Lech Poznań           | 37  | 16 | 12 | 1 | 3 | 32 | 12 | +20 | 2ª. Pré-eliminatória da Liga dos Campeões da UEFA de 2025–26 |
| 2   | Jagiellonia Bialystok | 33  | 16 | 10 | 3 | 3 | 31 | 23 | +8  | 2ª. Pré-eliminatória da Liga Conferência da UEFA de 2025–26  |
| 3   | Raków Częstochowa     | 32  | 16 | 9  | 5 | 2 | 20 | 7  | +13 | 2ª. Pré-eliminatória da Liga Conferência da UEFA de 2025–26  |
| 4   | Cracovia              | 29  | 16 | 9  | 2 | 5 | 35 | 27 | +8  |                                                              |
| 5   | Légia Varsóvia        | 28  | 16 | 8  | 4 | 4 | 31 | 21 | +10 |                                                              |
| 6   | Pogoń Szczecin        | 25  | 16 | 8  | 1 | 7 | 24 | 20 | +4  |                                                              |
| 7   | Górnik Zabrze         | 24  | 16 | 7  | 3 | 6 | 20 | 17 | +3  |                                                              |
| 8   | Motor Lublin          | 24  | 16 | 7  | 3 | 6 | 24 | 28 | −4  |                                                              |
| 9   | Widzew Łódź           | 22  | 16 | 6  | 4 | 6 | 20 | 21 | −1  |                                                              |
| 10  | Piast Gliwice         | 20  | 16 | 5  | 5 | 6 | 18 | 18 | 0   |                                                              |
| 11  | GKS Katowice          | 19  | 16 | 5  | 4 | 7 | 24 | 24 | 0   |                                                              |
| 12  | Stal Mielec           | 18  | 16 | 5  | 3 | 8 | 16 | 20 | −4  |                                                              |
| 13  | Zagłębie Lubin        | 18  | 16 | 5  | 3 | 8 | 15 | 23 | −8  |                                                              |
| 14  | Korona Kielce         | 17  | 16 | 4  | 5 | 7 | 13 | 23 | −10 |                                                              |
| 15  | Radomiak Radom        | 16  | 15 | 5  | 1 | 9 | 20 | 23 | −3  |                                                              |
| 16  | Puszcza Niepołomice   | 14  | 16 | 3  | 5 | 8 | 15 | 25 | −10 | Rebaixamento à I Liga de 2025–26                             |
| 17  | Lechia Gdańsk         | 11  | 16 | 2  | 5 | 9 | 17 | 31 | −14 | Rebaixamento à I Liga de 2025–26                             |
| 18  | Śląsk Wrocław         | 10  | 15 | 1  | 7 | 7 | 13 | 24 | −11 | Rebaixamento à I Liga de 2025–26                             |

## Confrontos
| Mandante \ Visitante  | CRA | GKS | GÓR | JAG | KOR | LPO | LGD | LEG | MOT | PIA | POG | PUN | RAD | RCZ | STM | ŚLĄ | WID | ZAG |
| --------------------- | --- | --- | --- | --- | --- | --- | --- | --- | --- | --- | --- | --- | --- | --- | --- | --- | --- | --- |
| Cracovia              | —   | 3–4 | 3–2 |     |     | 0–2 |     |     | 6–2 | 1–1 | 2–1 |     |     |     | 1–1 |     | 1–3 |     |
| GKS Katowice          |     | —   |     | 3–1 | 1–2 |     |     |     | 0–0 |     | 3–1 |     | 1–2 | 0–1 |     | 0–0 | 2–2 |     |
| Górnik Zabrze         |     | 3–0 | —   | 0–2 |     |     | 2–3 |     |     | 1–0 | 1–0 |     |     | 0–0 | 3–1 |     |     | 0–1 |
| Jagiellonia Bialystok | 2–4 |     |     | —   | 3–1 |     | 3–2 | 1–1 |     |     |     | 2–0 |     | 2–2 | 2–0 | 2–2 | 1–0 |     |
| Korona Kielce         | 0–2 |     |     |     | —   | 2–3 | 0–0 | 0–1 |     | 0–2 |     |     |     |     | 2–1 |     |     | 2–0 |
| Lech Poznań           |     | 2–0 | 2–0 | 5–0 |     | —   | 3–1 | 5–2 | 1–2 |     | 2–0 |     | 2–1 |     |     | 1–0 |     |     |
| Lechia Gdańsk         | 1–2 |     |     |     |     |     | —   | 0–2 | 0–2 |     | 0–3 |     | 1–0 | 1–2 |     |     | 1–1 | 1–1 |
| Légia Varsóvia        | 3–2 | 4–1 | 1–1 |     |     |     |     | —   | 5–2 | 1–2 |     |     | 4–1 | 0–1 |     |     | 2–1 | 2–0 |
| Motor Lublin          |     |     | 1–0 | 0–2 | 1–1 |     |     |     | —   |     | 4–2 | 0–0 |     | 0–2 |     | 2–1 | 3–4 |     |
| Piast Gliwice         |     | 2–2 |     | 0–1 |     |     | 3–3 |     | 2–3 | —   |     | 1–1 |     |     |     | 2–0 |     | 1–0 |
| Pogoń Szczecin        |     |     |     |     | 3–0 |     |     | 1–0 |     | 1–0 | —   | 2–1 | 0–1 |     | 1–0 | 5–3 | 2–0 |     |
| Puszcza Niepołomice   | 1–2 | 0–6 | 2–2 |     | 0–0 | 2–0 | 4–1 | 2–2 |     |     |     | —   |     |     |     |     | 2–0 |     |
| Radomiak Radom        | 2–1 |     | 1–2 | 2–3 | 4–0 |     |     |     |     | 1–1 |     | 2–0 | —   | 0–2 | 1–2 |     |     |     |
| Raków Częstochowa     | 0–1 |     |     |     | 1–1 | 0–0 |     |     |     | 0–1 | 1–0 | 2–0 |     | —   | 1–0 |     |     | 5–1 |
| Stal Mielec           |     | 0–1 |     |     |     | 0–2 | 2–1 |     | 1–0 | 2–0 |     | 2–0 |     |     | —   |     | 1–1 | 2–2 |
| Śląsk Wrocław         | 2–4 |     | 0–1 |     | 1–1 |     | 1–1 | 1–1 |     |     |     |     |     | 0–0 | 2–1 | —   |     |     |
| Widzew Łódź           |     |     | 0–2 |     | 0–1 | 2–1 |     |     |     | 1–0 |     |     | 3–2 |     |     | 0–0 | —   | 2–0 |
| Zagłębie Lubin        |     | 1–0 |     | 1–3 |     | 0–1 |     |     | 1–2 |     | 2–2 | 1–0 | 1–0 |     |     | 3–0 |     | —   |

## Estatísticas
Atualizado em 25 de novembro de 2024.

### Artilharia
| Pos. | Jogador             | Equipe                | Gols |
| ---- | ------------------- | --------------------- | ---- |
| 1    | Benjamin Källman    | Cracovia              | 11   |
| 2    | Efthymios Koulouris | Pogoń Szczecin        | 10   |
| 2    | Leonardo Rocha      | Radomiak Radom        | 10   |
| 2    | Mikael Ishak        | Lech Poznań           | 10   |
| 5    | Jesús Imaz          | Jagiellonia Bialystok | 9    |
| 6    | Samuel Mráz         | Motor Lublin          | 8    |
| 7    | Imad Rondić         | Widzew Łódź           | 7    |
| 8    | Afonso Sousa        | Lech Poznań           | 6    |
| 8    | Bartosz Kapustka    | Légia Varsóvia        | 6    |
| 8    | Michalis Kosidis    | Puszcza Niepołomice   | 6    |